# Vojna v Donbasu (2014–2022)
Vojna v Donbasu je bil oboroženi spopad med Ukrajino, samooklicanima Donecko in Lugansko ljudsko republiko ter Rusijo (ta vpletenosti sicer ne priznava). Vojna se je začela 12. aprila 2014, ko je ruski državljan Igor Girkin, eden izmed vodij ruske aneksije Krima, s 50 vojaki zavzel mesto Slovjansk v Donecki oblasti.
Obdobje med letoma 2014 in 2022 se pogosto opisuje kot hibridna vojna, v kateri državi nista uradno vstopili v medsebojno vojno, uporabljala pa se je kombinacija dezinformacij, paravojaških enot in konvencionalne vojaške podpore. Tristranska kontaktna skupina za Ukrajino, ki so jo sestavljale Ukrajina, Rusija in Organizacija za varnost in sodelovanje v Evropi (OVSE), je ob posredovanju voditeljev Francije in Nemčije pripravila niz sporazumov, ki so vojno neuspešno skušali končati. Z rusko invazijo na Ukrajino 24. februarja 2022 je vojna v Donbasu postala del širšega konflikta odprte vojne z Rusijo.

## Zgodovina
Po ukrajinski Revoluciji dostojanstva februarja 2014, ki je sledila protestnemu gibanju Evromajdan, in je strmoglavila demokratično izvoljenega proruskega predsednika Viktorja Janukoviča, so se v začetku marca 2014 v Donecki in Luganski oblasti začeli protesti proruskih separatističnih skupin. Protesti so hitro postali nasilni, ubitih je bilo več ljudi, protestniki so zavzeli nekatere uradne stavbe ter izobesili ruske zastave in zahtevali referendum o priključitvi Rusiji. Nekateri protestniki so bili z avtobusi kot »turisti« pripeljani iz Rusije. V Donecki oblasti se je 3. marca po zavzetju stavbe administracije Pavel Gubarev, član ruske neonacistične skupine Ruska narodna enotnost, oklical za guvernerja Donecke oblasti ter s protestniki razglasil »ljudsko vlado«. 

### Začetek spopadov
V začetku aprila so separatisti razglasili samooklicano Ljudsko republiko Doneck (DLR) ter proti koncu aprila Ljudsko republiko Lugansk (LLR). Začasni predsednik Ukrajine, Oleksandr Turčinov, je separatistom v zameno za predajo ponudil amenstijo ter referendum o večji avtonomiji. 12. aprila so protesti prerasli v oborožen spopad med separatističnimi silami DLR in LLR ter Ukrajino. Separatiste je na skrivaj podpirala Rusija z vojaško opremo, vojaki ter širjenjem dezinformacij. Vodje separatistov so bili ruski državljani. Začetek spopadov označuje zavzetje ključnih stavb v mestu Slovjansk s strani 50 neoznačenih ruskih vojakov poslanih z okupiranega Krima, ki jih je vodil Igor Girkin »Strelkov«, polkovnik ruske obveščevalne službe GRU.

### Stopnjevanje spopadov, ukrajinska protiofenziva
Aprila je Ukrajina proti proruskim silam začela z vojaško protiofenzivo, ki jo je poimenovala »Protiteroristična operacija« (ATO). Leta 2018 je bila preimenovana v »Operacijo skupnih sil«.
Maja 2014 se je konflikt stopnjeval. Rusija se je s ciljem nadaljnje destabilizacije Donbasa poslužila hibridnega pristopa, ki je vključeval širjenje dezinformacij, ruskih rednih vojakov, borcev izven rednih formacij ter konvencionalne vojaške pomoči. 17. julija 2014 so sile DLR z raketnim sistemom 9K37 Buk, ki je bil pripeljan iz Rusije, sestrelile malezijsko potniško letalo in ubile 298 ljudi na krovu.
Do konca avgusta 2014 je ukrajinska operacija osvobodila večji delež območja pod nadzorom separatistov in ponovno prevzela nadzor nad večjim delom rusko-ukrajinske meje.

### Ruska invazija avgusta 2014
Konec avgusta 2014 je Rusija po lastnih besedah posredovala s pošiljanjem »humanitarnih konvojev« v območje pod nadzorom separatističnih sil z »namenom zaščite ruskogovorečega prebivalstva«. Rusija se je v resnici direktno vmešala v vojno z vojaškimi silami na ozemlju Ukrajine in je ukrajinsko vojsko med drugim tudi obstreljevala z ozemlja Rusije (Rusija sicer vse navedbe zanika). Ukrajina je to poimenovala kot »invazija pod krinko«. S pomočjo ruske vojske so proruske sile ponovno zasedle večino ozemlja, ki so ga do takrat izgubile. Aleksander Borodaj, bivši premier DLR, je dejal, da se je v Donbasu v prvih petih mesecih borilo 50.000 »ruskih prostovoljcev«.

### Sporazum iz Minska
Ukrajina, DLR, LLR in Rusija so 5. septembra 2014 podpisale sporazum za uveljavitev premirja. Januarja 2015 se je premirje porušilo in hudi spopadi so se ponovno začeli na območju letališča v Donecku, ki so ga separatisti zavzeli. 12. februarja je bil sklenjen nov mirovni sporazum »Minsk 2«. 2 dni po sprejetju novega sporazuma so proruske sile nadaljevale z ofenzivo na mesto Debalceve, kar je prisililo ukrajinsko vojsko v umik.

### Zamrznitev konflikta
Po bitki za Debalceve so se spopadi nadaljevali, ampak brez večjih ozemeljskih sprememb, vojna je prešla v pozicijsko vojno. Nekateri so vojno poimenovali za »zamrznjen konflikt«. Do konca leta 2017 je OSCE poročal, da je na dveh mejnih prehodih med Rusijo in samooklicanima republikama, ki ju je smel opazovati, naštel okoli 30.000 ljudi v vojaški uniformi, ki so prečkali mejo iz Rusije. Prav tako je zaznal vojaške konvoje, ki so iz Rusije na skrivaj prečkali mejo.
Od začetka spopadov je bilo sklenjenih 29 premirij, vsa za nedoločen čas, vendar so bila prekinjena po začetku spopadov. Najuspešnejše premirje je bilo zadnje, sklenjeno 27. julija 2020. Od začetka premirja do 7. novembra 2020 so se ukrajinske žrtve zmanjšale za desetkrat (umrli so trije vojaki), od tega v prvem mesecu premirja nobeden.

### Eskalacija 2021-2022 in ruska invazija 2022
Leta 2021 je Rusija na meji začela zbirati vojsko. Spopad v Donbasu se je zopet zaostril, ukrajinske žrtve so strmo narasle. 1. februarja je ukrajinski predsednik Volodimir Zelenski podal izjavo, da bi članstvo Ukrajine v NATU preprečilo zaostrovanje razmer in zagotovilo mir v regiji. 2. aprila je imel Zelenski prvi telefonski pogovor z novoizvoljenim ameriškim predsednikom Bidenom in 6. aprila je v telefonskem pogovoru s poveljnikom zveze NATO Jensom Stoltenbergom zagovarjal pospešitev ukrajinske poti v NATO. V prvih treh mesecih leta 2021 je umrlo 25 ukrajinskih vojakov, v primerjavi s 50 v celotnem letu 2020.
Tekom 2021 in v začetku 2022 je Rusija večkrat zanikala, da ima kakršenkoli namen napasti Ukrajino. Dmitrij Peskov, tiskovni predstavnik Putina, je 13. februarja, 9 dni pred invazijo, izjavil »Zakaj bi Rusija napadla kogarkoli?« in »Naj vas spomnim, da Rusija v svoji zgodovini ni še nikoli napadla nikogar.« Nazadnje je Kremelj 21. februarja 2022 kot neodvisni državi priznal Ljudski republiki Lugansk in Doneck, nakar je napotil vojaške enote na njuno ozemlje in naslednjega dne sporočil, da oba »Minska sporazuma« nista več veljavna. Vojna v Donbasu je bila s sprožitvijo ruske invazije na Ukrajino 24. februarja 2022 vključena v ta obsežnejši oboroženi spopad.

## Žrtve
V vojni je umrlo okoli 14.400 ljudi: 6.500 proruskih in ruskih vojakov, 4.400 ukrajinskih vojakov ter 3.400 civilistov na obeh straneh fronte. Velika večina civilnih smrti se je zgodila v prvem letu bojev, v letih 2016-2021 je umrlo 365 civilistov, večina zaradi neeksplodiranih ubojnih sredstvev. Do marca 2016 je 1,6 milijona Ukrajincev bilo razseljenih znotraj Ukrajine, 1 milijon pa jih je pobegnilo v tujino. Ruski predstavnik v Varnostnem svetu Združenih narodov je številko 14.000 (ki vključuje vojaške izgube obeh strani in civiliste) navajal kot število ubitih ljudi v Donbasu s strani »neonacističnega kijevskega režima« ter to navedel kot glavni razlog za invazijo na Ukrajino. Število mrtvih so ruske oblasti uporabljale tudi pri svojih obtožbah o genocidu v Donbasu brez razlikovanja med civilnimi in vojaškimi žrtvami.